# Алам, Муджиб
Муджиб Алам (4 февраля 1948 — 2 июня 2004) — пакистанский закадровый певец, имевший короткую музыкальную карьеру. Его манера исполнения напоминала Меди Хасана (Mehdi Hassan) и Ахмеда Рушди (Ahmad Rushdi). Исполнил дюжину ставших популярными песен в конце 1960-х. Однако его популярность спала в середине 1970-х с приходом в пакистанскую киноиндустрию более разносторонне талантливых исполнителей, таких как Ахлад Ахмед и А. Найяр.

## Карьера
Муджиб Алам родился в Канпуре, штат Уттар-Прадеш, Индия, в урдуговорящей семье. Он начал свою карьеру с невыпущенного фильма «Наргис» (Nargis) в 1964 году, а в 1966-м его песня «koi ja ke unn se kehdey» из фильма Jalwa, снятого Дарпаном (Darpan), стала хитом. В одну ночь он стал знаменит, благодаря песне «Wo meray samnay tasweer banay baithay hain» из фильма Chakori (1967), композитора Робина Гхоша (Robin Ghosh). За эту песню Муджиб получил награду Nigar. Он успешно исполнял песни романтического содержания, спел дуэтом практически со всеми певицами своего времени, и все эти песни были популярны. Музыкальная карьера Муджиба была короткой, и со второй половины 1970-х ему перестали предлагать работу в кино. Всего он исполнил в фильмах около ста песен. Муджиб Алам жил в тени успешных пакистанских певцов середины 60-х, однако оставил свой особый след в мире музыки.

## Смерть
Муджиб Алам ушёл из киноиндустрии в 1979 году. Он выступал на частных шоу и принимал участие в музыкальных программах, которые транслировались на пакистанском телевидении и других каналах. Жил некоторое время в Block J, North Nazimabad в Карачи, пока не скончался от сердечного приступа 2 июня 2004 года в возрасте 56 лет.